# 아이 엠 데이빗
아이 엠 데이빗(I Am David)은 미국에서 제작된 폴 페이그 감독의 2003년 드라마 영화이다. 벤 티버 등이 주연으로 출연하였고 다비너 벨링 등이 제작에 참여하였다.

## 출연

### 주연
- 벤 티버
- 제임스 카비젤
- 조안 플로라이트
- 흐리스토 쇼포프

### 조연
- 실비아 드 산티스
- 파코 레콘티
- 로베르토 아티아스
- 프란시스코 드 비토
- 폴 페이그
- 루시 러셀
- 마리아 보네비

## 제작진
- 공동제작: 플라멘 보이노브스키
- 미술: 지오바니 나탈루치
- 배역: 핍파 홀